# Phalaca borneensis
Phalaca borneensis är en insektsart som beskrevs av Willy Adolf Theodor Ramme 1941. Phalaca borneensis ingår i släktet Phalaca och familjen gräshoppor. Inga underarter finns listade i Catalogue of Life.